# Laverda 500
Die Laverda 500 war ein Motorrad des ehemaligen italienischen Herstellers Laverda, das in mehreren Modellvarianten zwischen 1977 und 1983 produziert wurde. Es gab auch eine hubraumreduzierte Version mit 350 cm³. Die Basis der 500er-Version bildeten luftgekühlte DOHC-Viertakt-Reihentwin-Motorrädern mit 497 cm³. Der Motor diente als Basis für zukünftige Modelle mit 650, 650, 668 und 750 cm³. Insgesamt wurden rund 5000 Motorräder produziert.
Die Laverda 500 wurde mit leichten Modifizierungen auch im Rundstreckensport eingesetzt. Nach dem Erfolg im italienischen Markenpokal wurde in Zusammenarbeit mit dem deutschen Importeur Witt  die Laverda 500 SFC als Serienmodell präsentiert. Nur 50 Exemplare wurden für den deutschen Markt gebaut.

## Laverda 500/350
Die Laverda 500 erschien 1976 auf dem deutschen Markt, ein leichtes und leistungsstarkes Motorrad mit Halblitermotor (Bohrung/Hub: 72 × 61 mm), der 44 PS (32 kW) leistete und das Laverda-Programm erweitern sollte. Das Fahrwerk bestand aus einem Doppelrohrrahmen, Ceriani-Teleskopgabel mit 120 mm Federweg, Hinterradschwinge mit 80 mm Federweg, Leichtmetall-Gussrädern und 3.50–18-Reifen. Gebremst wurde mit hydraulisch betätigten Brembo-Scheibenbremsen mit 260 mm Durchmesser. In Italien wurde ab 1978 zusätzlich eine Version mit 350 cm³ Hubraum (60 statt 72 mm Bohrung) und 24-mm- statt 32-mm-Vergaser mit 30 PS (22 kW) Leistung angeboten. Beide Versionen wurden nur bis 1982 gebaut.

## Sportlicher Einsatz

### 500 Formula
Trotz wirtschaftlicher Schwierigkeiten des Herstellers erschien 1978 eine vollverkleidete, gewichtsreduzierte und leistungsgesteigerte Rennversion. Die erste Serie, Laverda 500 Formula 1 (auch Montjuic), leistete 52 PS (38 kW) bei 9500 min−1 bei einem Leergewicht von 154 kg. Die ab 1979 gebaute zweite Serie, Laverda 500 Formula 2, leistete 60 PS (44 kW), unter anderem durch andere Kolben und Nockenwellen, und erreichte eine Höchstgeschwindigkeit von über 200 km/h. Die in 100 Exemplaren gebauten Rennmotorräder wurden bis 1981 im italienischen Markenpokal Formula 500 eingesetzt. Für Motorrad-Langstreckenrennen wurden spezielle Werksmaschinen vorbereitet.

### Laverda 500 SFC
Angeregt durch den deutschen Importeur Witt wurde 1981 eine Kleinserie von 50 Exemplaren für den deutschen Markt entwickelt, die äußerlich durch Halbschalenverkleidung, zurückverlegte Fußrastenanlage und Höckersitzbank an die Rennversion erinnerte.
Die Leistung des Motors blieb im Vergleich zur ersten Serienversion nahezu unverändert; das Fahrwerk wurde jedoch mit Marzocchi-Teleskopgabel und -Federbeinen ausgerüstet, die Reifengröße betrug 100/90–18 (vorne) und 110/90–18 (hinten). Bis 1983 blieb die kompromisslose Sportmaschine im Verkauf. Das damals schon exklusive Modell wurde zum Preis von 8.590 DM angeboten, gute gebrauchte SFC erzielen heute den doppelten Preis.

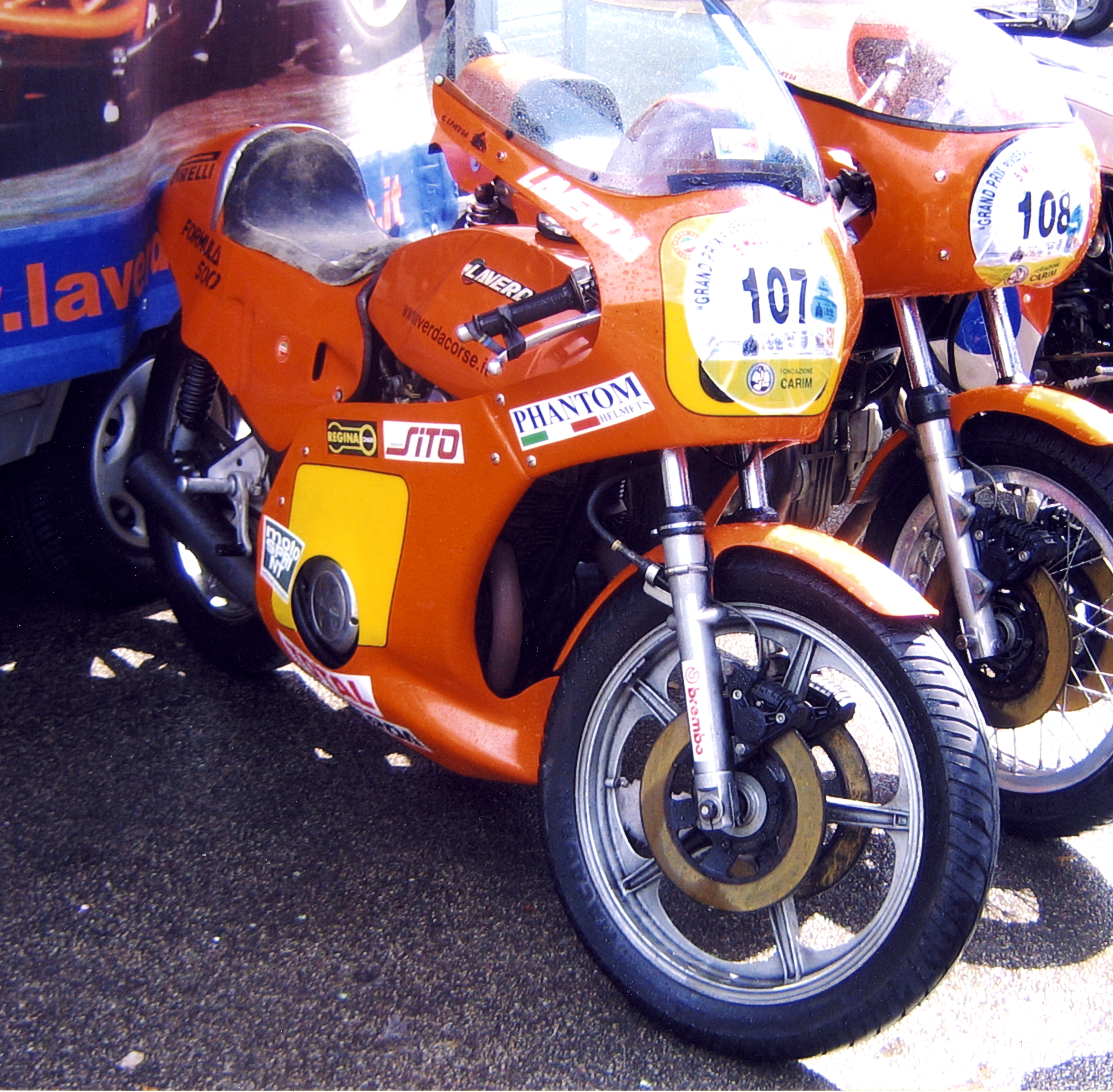
Laverda 500 „Formula 1“ Baujahr 1978
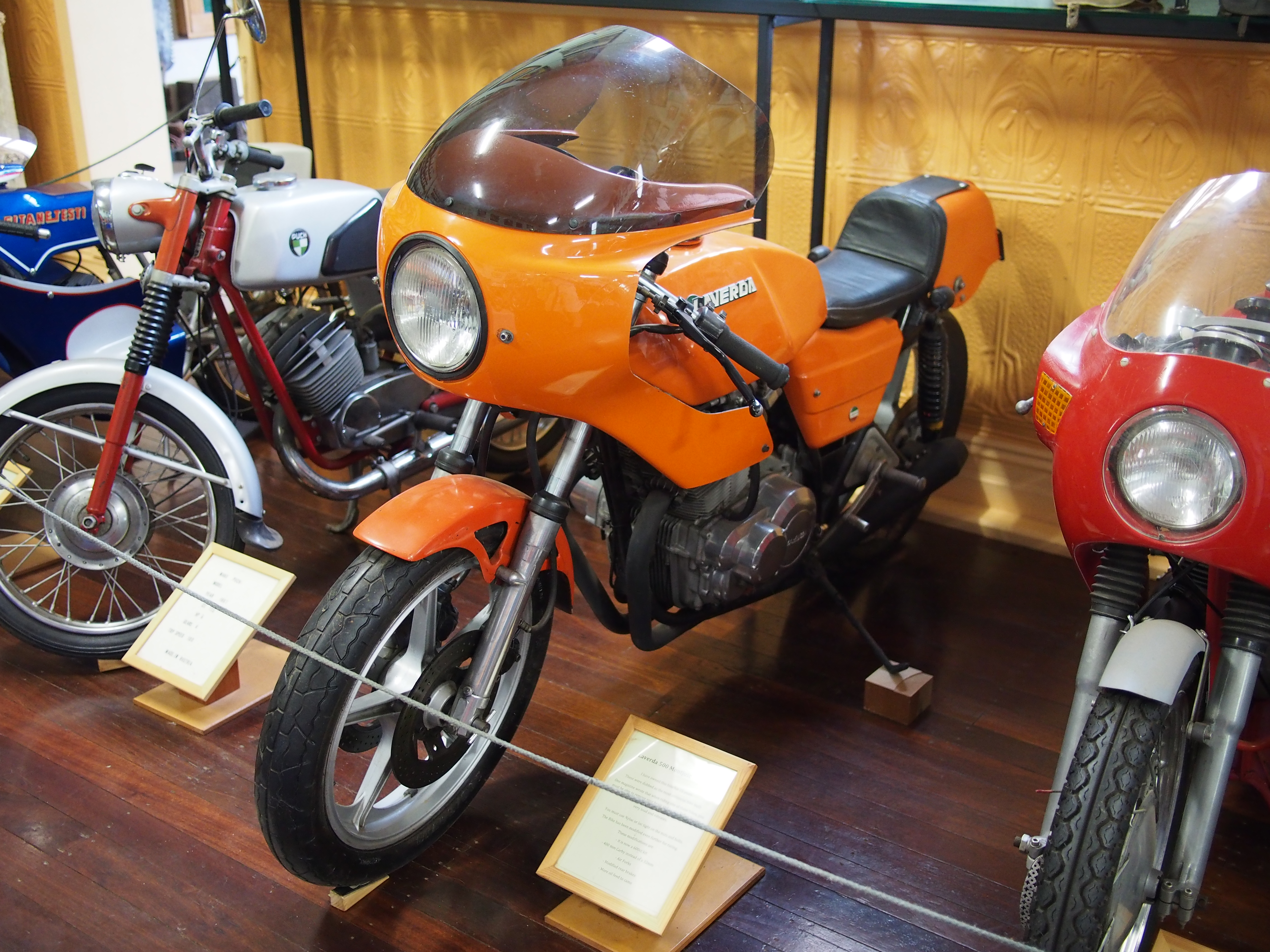
Laverda 500 „Montjuic MK1“ Baujahr 1979 bis 1982

## Modellübersicht
| Modell                    | Jahr      | Merkmale/Besonderheiten |
| ------------------------- | --------- | --- |
| Laverda 500 Alpino        | 1977–1978 | Neue Motor-Konstruktion mit 4 Ventilen pro Zylinder. Anfangs als „Alpina“ aber da der Name geschützt war musste es in Alpino umbenannt werden.                                    |
| Laverda 500 Alpino S      | 1978–1982 | Mit Ausgleichswelle und neuem Tank. Nach Produktionsende 1982 wurde die 500er als Roadster und Sport noch in Spanien und England montiert.                                        |
| Laverda 500 Formula (1)   | 1978      | Die erste Formula hatte eine Tank/Sitzbank-Einheit und wurde wie auch die 2. Serie mit allen Teilen und Dokumenten ausgeliefert um sie auch im Straßenverkehr zulassen zu können. |
| Laverda 500 S             | 1977–1978 | gesteigerte Motor-Leistung, Halbschale und Stummellenker sowie gelochte Bremsscheiben                                                                                             |
| Laverda 500 Zeta          | 1978–1982 | Die amerikanische Version der Alpina |
| Laverda 500 Formula (2)   | 1979      | Die 2. Serie hatte nun Sitzbank und Tank getrennt. |
| Laverda 500 Montjuic MK1  | 1979–1982 | Slater (britischer Importeur) bekam ab Werk Alpinos mit Formula-Motor geliefert und baute sie mit anderer Sitzbank und Halbschale um.                                             |
| Laverda 500 SFC           | 1981–1983 | Von Moto-Witt (deutscher Importeur) umgebaute Sportversion der 500 er. (ca. 50 Exemplare)                                                                                         |
| Laverda 500 Montjuic MK 2 | 1982      | Auf Grund von Geräuschbestimmungen und da das Werk die Produktion einstellte wurden nach 1982 keine Montjuics mehr gebaut.                                                        |